# 16-й окремий мотопіхотний батальйон «Полтава»
16-й окремий мотопіхотний батальйон (16 ОМпБ, в/ч А4590, пп В2287) — батальйон ЗСУ. На початку створений як 16-й БТрО «Полтава» з мешканців міста Полтави (Полтавської області) та призначений для виконання тактичних завдань у складі 58-ї окремої мотопіхотної бригади, а також самостійно у взаємодії з підрозділами інших родів військ і спеціальних військ, виконуючи бойові завдання в різних видах бою.

## Створення
Батальйон створено на підставі закону «Про оборону України». Формування та комплектація батальйону відбулося 28 квітня на території Інституту зв'язку. За чисельністю формування відповідало стрілецькому батальйону й мало у своєму складі одну стрілецьку роту, дві роти охорони та підрозділи забезпечення.

## Діяльність
Період 2014 по 2016 рік:
Перші навчальні стрільби зі стрілецької зброї, у тому числі з застосуванням ГП-25, було організовано на полігоні містечка Вакуленці. Також було проведено показові навчання з затримання порушників на блокпостах. Значно пізніше проведено навчальні стрільби з АГС-17 та РПГ-7 на Башкирівському і Чорноморському полігонах. Невдовзі, батальйон відзвітував про готовність підрозділу до виконання бойових завдань, а вже 10 травня був складений акт про готовність частини до бойового застосування.
Першими на Схід було делеговано два оперативних підрозділи — до Луганської та Донецької областей. Обидва загони влітку брали участь у бойових зіткненнях.
Решту батальйону було спрямовано на виконання бойових завдань щодо охорони стратегічних об'єктів авіачастини міста Миргород та військових об'єктів на кордоні з РФ у Харківській області, зокрема військового летовища м.Чугуїв та зброярень Харківщини. Під час несення служби вояки підрозділу неодноразово виявляли ворожих шпигунів і диверсантів, та протидіяли антиукраїнським налаштованим представникам місцевого населення.
Наступним завданням став захист кордону з Придністров'ям, шляхом підсилення частин прикордонних військ Одеської області, що перебували у підпорядкуванні ВМСУ. Окрім того, частина батальйону залишилась виконувати стратегічні завдання на Харківщині. Водночас задля потреб батальйону було відновлено кілька БРДМ-2, надано посилення зенітним дивізіоном та отримано снайперські гвинтівки.
На початку листопада підрозділ було передислоковано до Башкирівки —  92 ОМБр до котрої тимчасово було прикріплено батальйон.
З листопада 2014 року батальйон перебував на Луганщині у районах населених пунктів Щастя, Кримське та Станиці Луганської, виконуючи завдання з охорони стратегічних об'єктів північної зони АТО. Підрозділ додатково отримав МТ-ЛБ та ПТРК «Фагот».
28 березня 2015 року розпочався вивід та часткова демобілізація батальйону, їх заміна на бійців нового призову. Частина наступного призову несла службу на блокпостах поблизу Райгородки. З вересня по грудень 2015 року бійці 16 омпб пройшли бойове злагодження на 235 ЗВП.
В грудні 2015 року підрозділ вирушив на нове місце дислокації в районі міста Авдіївка у складі 58-ї ОМПБр. 
Оборона Авдіївки:
4 лютого 2016 року бійці 58-ї бригади одними з перших взяли участь у звільненні і оборони стратегічного об'єкта – авдіївської промзони, яку пізніше почали називати просто «промка». Першими разом з іншими підрозділами на «промку» зайшли підрозділи 16 окремого мотопіхотного батальйону і частина розвідувальної роти 58 бригади. З ними були військові 74-го розвідбату і бійці 5 УДА. Потім на допомогу прийшли підрозділи 15 та 13 батальйонів та інші підрозділи ЗСУ. Окремі підрозділи 58-ї омпбр 11 місяців тримали під своїм контролем Авдіївську промзону, тим самим збільшивши зону впливу ЗСУ в авдіївській промзоні з можливістю вогневого перекриття траси Донецьк-Горлівка.  
5 березня зазнав важкого уламкового поранення у голову старший лейтенант Андрій Ярешко — під час мінометного обстрілу в промзоні Авдіївки, російські терористи протягом 5 годин обстрілювали українські позиції із 120-мм мінометів з боку Ясинуватої, міна розірвалася за 5 метрів від Андрія. О 17:20 Андрій Ярешко помер від поранень у реанімобілі. Тоді ж загинув старший солдат Юрій Мальцев. 11 березня загинув під час мінометного обстрілу позицій українських військ в промзоні Авдіївки старший солдат Руслан Марченко — будячи на чергуванні спостерігачем, одна з мін зачепилась за дерево та розірвалася у повітрі поряд із ним. Вранці 16 березня 2016-го загинув вранці від кулі снайпера поблизу Авдіївки солдат Олег Перепелятник. 
В жовтні 2016 року бійців 16 окремого мотопіхотного батальйону 58 омпбр, замінили бійці 72 омбр, а сам батальйон здійснив комбіноване переміщення в пункт постійної дислокації місто Глухів, Сумська область для здійснення комплексу заходів щодо відновлення боєздатності та відпочинку.  
Період з 2017 по 2021 рік:
18 лютого 2017 року у місті Глухові Сумської області під час пожежі у наметовому військовому містечку загинув сержант Ременець Пилип Олександрович та солдат Олефір Олександр Олександрович. 
У липні 2017 року 16 окремий мотопіхотний батальйон вдруге вибув у Луганську область в зону проведення антитерористичної операції з метою виконання завдань за призначенням в районі населеного пункту Кримське, Луганської області. В ході виконання бойових завдань не обійшлось і без втрат. 
У ніч з 6 на 7 липня 2017 року загинув старший солдат Нетеса Роман Валентинович, від кулі снайпера під час бойового чергування поблизу села Кримське, Луганської області. 
19 серпня 2017 року під час бою з диверсійно-розвідувальною групою противника, в районі Кримське — Жолобок, дістав тяжке вогнепальне наскрізне поранення грудної клітки з пошкодженням нирок і хребта молодший сержант Сергій Віталійович Войтер. Тиждень боровся за життя, перебуваючи на штучній вентиляції легенів, помер 26 серпня о 7:30 в Харківському військовому шпиталі (Військово-медичний клінічний центр Північного регіону, м. Харків).
23 листопада 2017 року загинув у ході восьмигодинного бойового зіткнення в районі Бахмутської траси, Олександр Володимирович Тюменцев, старший лейтенант Збройних сил України, від численних поранень у голову. Близько 7:30 на спостережному пункті було виявлено пересування ДРГ у напрямку Бахмутської траси, на перехоплення вийшла мобільна група. Під час переслідування відступаючого противника група перейшла трасу та потрапила у засідку. В подальшому вогнем мінометних розрахунків було припинено спробу терористів зайти з правого флангу; бойові дії тривали до сутінків. Двоє військовиків, які опинились в оточенні, вступили в локальний бій, зуміли зробити мінні пастки, перечекали до ранку та вийшли до своїх. Тоді ж загинули сержант Олександр Сухінін, молодший сержант Денис Кривенко, солдат Сергій Шевченко, один поранений військовик потрапив у полон; одного із загиблих було евакуйовано одразу після бою, ще три тіла терористи передали українським ветеранам Афганістану 25 листопада на мосту біля міста Щастя.
12 лютого 2018 року загинув молодший сержант Дмитро Вадимович Сисков, вранці під час виконання бойового завдання із спостереження за позиціями противника поблизу села Жолобок, під час артилерійського обстрілу Дмитро та група бійців потрапила під кулеметний вогонь, забрати загиблого Дмитра не вдалося. 15 лютого в місті Щастя відбулась передача тіла представникам місії «Евакуація 200»
Після 9 місяців перебування в районі АТО у березні 2018 року бійці 16 окремого мотопіхотного батальйону повернулися в пункт постійної дислокації місто Глухів, Сумська область для здійснення комплексу заходів щодо відновлення боєздатності та відпочинку.  
Після проведення злагодження на 242 ЗВП (Чернігівська область), в період з вересня 2018 по квітень 2019 року, бійці 16 окремого мотопіхотного батальйону виконували бойові завдання поблизу населеного пункту Новгородське, Донецька область.  
В ході виконання бойових завдань 7 вересня 2018 року у обідню пору в ході бою зазнав вогнепального проникаючого поранення грудної клітки старший солдат Владислав Миколайович Карпун, внаслідок обстрілу опорного пункту терористами на околиці Новгородське. Мобільна евакуаційна група батальйону надала першу медичну допомогу та доставила до шпиталю, військові лікарі протягом 6 годин боролися за його життя, але на жаль він помер.  
Період з квітня 2019 по 2021 рік:
Після 9 місяців перебування в районі Донецької області у квітні 2019 року бійці 16 окремого мотопіхотного батальйону повернулися в пункт постійної дислокації місто Глухів, Сумська область для здійснення комплексу заходів щодо відновлення боєздатності та відпочинку.  
Після проведення злагодження на 242 ЗВП (Чернігівська область), в період з жовтня 2019 по червень 2020 року, бійці 16 окремого мотопіхотного батальйону вдруге виконували бойові завдання поблизу населеного пункту Новгородське, Донецька область.  
Після 9 місяців перебування в районі Донецької області у червні 2020 року бійці 16 окремого мотопіхотного батальйону повернулися в пункт постійної дислокації місто Глухів, Сумська область для здійснення комплексу заходів щодо відновлення боєздатності та відпочинку.  
В жовтні 2020 року на базі 16 окремого мотопіхотного батальйону здійснено підготовку штабів за стандартами НАТО (MDMP), за участі представників ЗС США, Литви та Польщі.  
В період з листопада 2020 по лютий 2021 року бійці 16 окремого мотопіхотного батальйону пройшли навчання на базі Міжнародного центру миротворчості та безпеки з представниками США, Канади, Литви та Польщі за стандартами НАТО.  
Після завершення навчань в лютому 2021 року бійці 16 окремого мотопіхотного батальйону вибули в Донецьку область для виконання бойових завдань поблизу ДАП. В ході виконання бойових (спеціальних) завдань о 4 ранку 20 лютого 2021 внаслідок займання пожежі в бліндажі загинув солдат Капран Михайло Вікторович, старший солдат Лебідь Микола Іванович та  старший солдат Килюшик Василь Олегович. 13 травня 2021 сержант Колесник Павло Сергійович, від кульового поранення в голову ворожим снайпером під час бойового чергування на позиції в районі донецького аеропорту.  
В грудні 2021 року після 9 місяців перебування в районі Донецької області, бійці 16 окремого мотопіхотного батальйону повернулися в пункт постійної дислокації місто Глухів, Сумська область для здійснення комплексу заходів щодо відновлення боєздатності та відпочинку.  

## Командування
- 2014—2015 Петренко Іван Михайлович;
- 2015—2017 Громадський Олег В'ячеславович;
- 2017—2018 Висоцький Олексій Олексійович;
- 2018—2021 Халабуда Олексій Анатолійович;
- 2021—2022 Логуш Володимир Васильович;
- 2022—2023 Тарасенко Ярослав Васильович;
- 2023—2024 Гураль Віталій Олегович;
- 2024—2024 Петров Олександр Ігорович;
- 2024 по т.ч. Семененко Михайло Іванович.

## Символіка

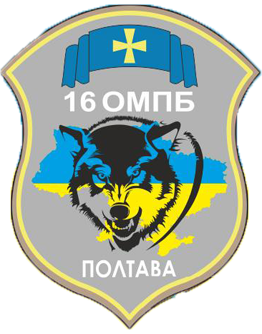
16-й окремий мотопіхотний батальйон «Полтава», нарукавний знак з 2014 по 2021 рік

На нарукавному знаку батальйону червоної барви поруч із гербом гетьмана Івана Виговського зображено два автомати, а також номер підрозділу — «16» у двох чорних трикутниках, що розташовані згори.

## Загиблі Герої, які віддали життя за Україну[13]
- 8 серпня 2015 року — старший лейтенант Галас Роман Євгенович, смт Зайцеве, Донецька область;
- 5 березня 2016 року — старший лейтенант Ярешко Андрій Григорович, Авдіївка, Донецька область;
- 5 березня 2016 року — старший солдат Мальцев Юрій Петрович, Авдіївка, Донецька область;
- 11 березня 2016 року — старший солдат Марченко Руслан Володимирович, Авдіївка, Донецька область;
- 16 березня 2016 року — солдат Перепелятник Олег Миколайович, Авдіївка, Донецька область;
- 6 липня 2017 року — старший солдат Нетеса Роман Валентинович, район села Кримське, Луганська область;
- 18 лютого 2017 року — сержант Ременець Пилип Олександрович, місто Глухів, Сумська область[14];
- 18 лютого 2017 року — солдат Олефір Олександр Олександрович, місто Глухів, Сумська область[15];
- 26 серпня 2017 року — молодший сержант Войтер Сергій Віталійович, район села Жолобок, Луганська область;
- 23 листопада 2017 року — старший лейтенант Тюменцев Олександр Володимирович, район Бахмутської траси, Луганська область;
- 23 листопада 2017 року — сержант Сухінін Олександр Віталійович, район Бахмутської траси, Луганська область;
- 23 листопада 2017 року — молодший сержант Кривенко Денис Вікторович, район Бахмутської траси, Луганська область;
- 23 листопада 2017 року — солдат Шевченко Сергій Павлович, район Бахмутської траси, Луганська область;
- 12 лютого 2018 року — молодший сержант Сисков Дмитро Вадимович, село Жолобок, Луганська область;
- 8 вересня 2018 року — старший солдат Карпун Владислав Миколайович, селище Новгородське, Донецька область;
- 20 лютого 2021 року — старший солдат Лебідь Микола Іванович, ДАП, Донецька область;
- 20 лютого 2021 року — солдат Капран Михайло Вікторович, ДАП, Донецька область;
- 20 лютого 2021 року — старший солдат Килюшик Василь Олегович, ДАП, Донецька область;
- 13 травня 2021 року — сержант Колесник Павло Сергійович, ДАП, Донецька область;
- 24 лютого 2022 року — молодший сержант Несольоний Михайло Михайлович, район міста Глухів, Сумська область[16];
- 9 березня 2022 року — старший сержант Шликов Євгеній Валерійович, село Буди, Чернігівська область;
- 9 березня 2022 року — майстер сержант Подставка Євген Іванович, село Лукашівка, Чернігівська область;
- 9 березня 2022 року — Бутусін Роман Олегович та Бутусін Леонід Олегович, село Лукашівка, Чернігівська область;
- 9 березня 2022 року — солдат Назаров Вадим Анатолійович, село Лукашівка, Чернігівська область[17];
- 9 березня 2022 року — капітан Ануля Юрій Михайлович, село Лукашівка, Чернігівська область;
- 9 березня 2022 року — сержант Приходько Максим Анатолійович, село Лукашівка, Чернігівська область;
- 12 березня 2022 року — старший прапорщик Максимович Олександр Володимирович, село Грабівка, Чернігівська область[18];
- 18 березня 2022 року — старший сержант Короткий Анатолій Михайлович, село Грабівка, Чернігівська область[19];
- 18 березня 2022 року — солдат Каганюк Петро Миколайович, село Грабівка, Чернігівська область;
- 18 березня 2022 року — сержант Осипенко Володимир Олексійович, село Буди, Чернігівська область;
- 9 травня 2022 року — солдат Коршевнюк Вадим Сергійович, село Білогорівка, Луганська область[20];
- 9 травня 2022 року — солдат Клочко Олександр Володимирович, село Білогорівка, Луганська область[21];
- 10 травня 2022 року — старший лейтенант Забрамний Олексій Вікторович, село Білогорівка, Луганська область[22];
- 10 травня 2022 року — солдат Єременко Володимир Олексійович, село Білогорівка, Луганська область[23];
- 10 травня 2022 року — старший сержант Ступаченко Олександр Олександрович, село Білогорівка, Луганська область[24];
- 10 травня 2022 року — лейтенант Одінцов Олександр Миколайович, село Білогорівка, Луганська область[25];
- 10 травня 2022 року — сержант Стішков Ігор Михайлович, село Білогорівка, Луганська область[26];
- 10 травня 2022 року — молодший сержант Огула Даніїл Юрійович, село Білогорівка, Луганська область;
- 12 травня 2022 року — Нестеровець Володимир, село Білогорівка, Луганська область [27];
- 12 травня 2022 року — молодший сержант Кукла Костянтин Віталійович, село Білогорівка, Луганська область[21];
- 12 травня 2022 року — солдат Волошко Марк Іванович, село Білогорівка, Луганська область[27];
- 27 травня 2022 року — сержант Коваленко Віталій Сергійович, поблизу села Клинове, Донецька область[28];
- 27 травня 2022 року — молодший сержант Рондік Олексій Васильович, поблизу села Клинове, Донецька область[29];
- 1 червня 2022 року — солдат Сердюк Олександр Олександрович, село Клинове, Донецька область;
- 1 червня 2022 року — старший солдат Романчук Сергій Володимирович, село Клинове, Донецька область[30];
- 2 червня 2022 року — лейтенант Тищенко Ігор Володимирович, село Покровське, Донецька область[31];
- 2 червня 2022 року — сержант Фролов Сергій Іванович, село Покровське, Донецька область[32];
- 6 червня 2022 року — солдат Заєць Сергій Михайлович, село Покровське, Донецька область;
- 10 червня 2022 року — солдат Марусенко Валентин Васильович, село Покровське, Донецька область[33];
- 12 червня 2022 року — солдат Мачача Вадим Олександрович, в шпиталі, внаслідок отриманого важкого поранення, село Покровське, Донецька область[34];
- 18 червня 2022 року — солдат Шаповал Анатолій Михайлович, село Покровське, Донецька область[35];
- 21 червня 2022 року — капітан Копил Віктор Миколайович, Бахмут, Донецька область;
- 26 червня 2022 року — солдат Піскунов Микола Вікторович, село Покровське, Донецька область;
- 26 червня 2022 року — старший солдат Вільчинський Павло Миколайович, село Покровське, Донецька область[36];
- 6 липня 2022 року — старший сержант Савенюк Юрій Миколайович, поблизу села Клинове, Донецька область;
- 13 липня 2022 року — солдат Мовчан Юрій Іванович, поблизу села Клинове, Донецька область[37];
- 19 липня 2022 року — старший солдат Рачко Микола Сергійович, поблизу села Клинове, Донецька область;
- 25 липня 2022 року — солдат Торшин Петро Валерійович,  в шпиталі, внаслідок отриманого важкого поранення, село Покровське, Донецька область[38];
- 30 липня 2022 року — сержант Сімперович Микола Русланович, поблизу села Клинове, Донецька область[39];
- 30 липня 2022 року — солдат Ляш Іван Сергійович, поблизу села Клинове, Донецька область[40];
- 30 липня 2022 року — старший солдат Щербаков Денис Сергійович, Бахмут, Донецька область[41];
- 30 липня 2022 року — сержант Костюк Володимир Степанович, Бахмут, Донецька область[42];
- 30 липня 2022 року — старший лейтенант Гунько Володимир Васильович, Бахмут, Донецька область;
- 19 вересня 2022 року  — солдат Денисюк Микола Васильович, село Зайцеве, Донецька область[43];
- 20 листопада 2022 року  — солдат Пластун Богдан Ігорович, поблизу села Жовта Круча, Запорізька область[44];
- 30 грудня 2022 року  — солдат Воробйов Максим Вікторович, поблизу села Гуляйполе, Запорізька область[45];
- 6 березня 2023 року — солдат Хоменко Степан Вікторович, поблизу села Діброва, Луганська область[46];
- 6 березня 2023 року — старшина Бурлай Сергій Вікторович, поблизу села Діброва, Луганська область;
- 6 березня 2023 року — сержант Дем'яненко Роман Володимирович, поблизу села Діброва, Луганська область;
- 11 березня 2023 року — молодший сержант Лиськов Руслан Сергійович, поблизу села Діброва, Луганська область;
- 14 березня 2023 року — старший сержант Хоменко Костянтин Володимирович, поблизу села Діброва, Луганська область[47];
- 14 березня 2023 року — солдат Якимов Владислав Вадимович, поблизу села Діброва, Луганська область[48];
- 14 березня 2023 року — штаб - сержант Коваленко Юрій Олександрович, поблизу села Діброва, Луганська область;
- 15 березня 2023 року — старший сержант Кройтор Сергій Миронович, поблизу села Діброва, Луганська область[49];
- 15 березня 2023 року — старший лейтенант Малюченко Олексій Валеріанович, поблизу села Діброва, Луганська область;
- 16 березня 2023 року — старший солдат Косовський Василь Сергійович, поблизу села Діброва, Луганська область;
- 16 березня 2023 року — солдат Дога Максим Миколайович, поблизу села Діброва, Луганська область[50];
- 21 березня 2023 року — солдат Дорошенко Андрій Вікторович, поблизу села Діброва, Луганська область[51];
- 24 березня 2023 року — старший солдат Кащук Іван Іванович, поблизу села Діброва, Луганська область[52];
- 24 березня 2023 року — солдат Чижов Данило Анатолійович, поблизу села Діброва, Луганська область[53];
- 24 березня 2023 року — солдат Коваль Сергій Анатолійович, поблизу села Діброва, Луганська область[54];
- 2 квітня 2023 року — солдат Рудь Олег Борисович, поблизу села Діброва, Луганська область;
- 2 квітня 2023 року — старший сержант Животенко Андрій Анатолійович, поблизу села Діброва, Луганська область;
- 2 квітня 2023 року — солдат Польщіков Андрій Андрійович, поблизу села Діброва, Луганська область[55];
- 2 квітня 2023 року — солдат Янчевський Максим Миколайович, поблизу села Діброва, Луганська область[56];
- 5 квітня 2023 року — солдат Супрун Сергій Євгенович, поблизу села Діброва, Луганська область[57];
- 5 квітня 2023 року — солдат Гамерник Олександр Андрійович, поблизу села Діброва, Луганська область[58];
- 7 квітня 2023 року — старший сержант Бондарєв Олексій Олександрович, поблизу села Діброва, Луганська область[59];
- 8 квітня 2023 року — солдат Бабенко Євген Анатолійович, поблизу села Діброва, Луганська область[60];
- 7 травня 2023 — старший солдат Максименко Віктор Іванович, поблизу Діброва, Луганська область[61];
- 22 вересня  2023 — солдат Якимець Володимир Михайлович, поблизу села Пречистівка, Волноваський район, Донецька область[62];
- 19 жовтня 2023 року — солдат Нагорний Олександр Володимирович, поблизу села Пречистівка, Волноваський район, Донецька область;
- 14 листопада 2023 року — старший солдат Ольшицький Владислав Анатолійович, поблизу села Пречистівка, Волноваський район, Донецька область[63];
- 14 листопада 2023 року — солдат Коркоць Олексій Васильович, поблизу села Пречистівка, Волноваський район, Донецька область[64];
- 15 листопада 2023 року — солдат Летнянка Богдан Іванович, поблизу села Пречистівка, Волноваський район, Донецька область[65];
- 19 жовтня 2023 року — солдат Дерев’янченко Владислав Олександрович, поблизу села Пречистівка, Волноваський район, Донецька область;
- 6 грудня 2023 року — солдат Таценко Микола Васильович, поблизу села Пречистівка, Волноваський район, Донецька область [66];
- 21 грудня 2023 року — солдат Горобець Олександр Олексійович, поблизу села Пречистівка, Волноваський район, Донецька область[67];
- 21 грудня 2023 року — солдат Кабаєв Микола Володимирович, поблизу села Пречистівка, Волноваський район, Донецька область[68];
- 21 грудня 2023 року — сержант Поліщук Олександр Сергійович, поблизу села Пречистівка, Волноваський район, Донецька область[69];
- 26 лютого 2024 року — молодший сержант Корицький Олександр Васильович, поблизу села Пречистівка, Волноваський район, Донецька область[70].

## Рахуються як ті, що зникли безвісти.
- 23 червня 2022 року — солдат Яременко Юрій Володимирович, село Клинове, Донецька область;
- 23 червня 2022 року — солдат Вінда Микола Миколайович, село Клинове, Донецька область;
- 23 червня 2022 року — сержант Михайлошин Микола Русланович, село Клинове, Донецька область;
- 23 червня 2022 року — старший сержант Безручко Сергій Миколайович, село Клинове, Донецька область;
- 27 червня 2022 року — молодший сержант Агапов Владислав Миколайович, село Клинове, Донецька область;
- 27 червня 2022 року — прапорщик Мигуля Володимир Михайлович, село Клинове, Донецька область;
- 27 червня 2022 року — сержант Пилипенко Ігор Данилович, село Клинове, Донецька область;
- 30 червня 2022 року — Павєна Сергій Ігорович, село Клинове, Донецька область;
- 30 червня 2022 року — Піщур Дмитро Володимирович, село Клинове, Донецька область;
- 30 червня 2022 року — Гонтар Олег Анатолійович, село Клинове, Донецька область;
- 30 червня 2022 року — Савенюк Юрій Миколайович, село Клинове, Донецька область;
- 10 липня 2022 року — старший солдат Рузайкін Костянтин Альфредович, село Покровське, Донецька область;
- 10 липня 2022 року — старший солдат Шевченко Микола Олександрович, село Покровське, Донецька область;
- 10 липня 2022 року — солдат Ляшенко Олексій Васильович, село Покровське, Донецька область;
- 10 липня 2022 року — старший солдат Герасименко Олександр Федорович, село Покровське, Донецька область;
- 10 липня 2022 року — солдат Костоглодов Олексій Олександрович, село Покровське, Донецька область;
- 10 липня 2022 року — солдат Дудар Сергій Анатолійович, село Покровське, Донецька область;
- 10 липня 2022 року — сержант Приходько Григорій Анатолійович, село Покровське, Донецька область;
- 10 липня 2022 року — старший солдат Капелько Максим Віталійович, село Покровське, Донецька область;
- 10 липня 2022 року — солдат Пилипенко Сергій Васильович, село Покровське, Донецька область;
- 10 липня 2022 року — молодший сержант Теслицький Руслан Олексійович, село Покровське, Донецька область;
- 10 липня 2022 року — солдат Галушко Сергій Олександрович, село Покровське, Донецька область;
- 10 липня 2022 року — старший солдат Гегельський Олександр Віталійович, поблизу села Покровське, Донецька область[71];
- 10 липня 2022 року — солдат Лешенюк Юрій Петрович, поблизу села Покровське, Донецька область;
- 31 липня 2022 року — солдат Гезик Артем Сергійович, поблизу села Клинове, Донецька область[72];
- 15 вересня 2022 року — старший солдат Лукомський Олександр Юрійович, село Зайцеве, Донецька область[73];
- 19 вересня 2022 року — старший солдат Балюк Сергій Володимирович, село Зайцеве, Донецька область;
- 19 вересня 2022 року — старший лейтенант Рубцов Олексій Сергійович, село Зайцеве, Донецька область[74];
- 19 вересня 2022 року — солдат Цілуйко Ярослав Олександрович, село Зайцеве, Донецька область [75];
- 19 вересня 2022 року — сержант Романюк Сергій Миколайович, село Зайцеве, Донецька область[76];
- 19 вересня 2022 року — солдат Буренко Володимир Васильович, село Зайцеве, Донецька область;
- 19 вересня 2022 року — солдат Лойко Михайло Іванович, село Зайцеве, Донецька область;
- 19 вересня 2022 року — старший сержант Бай Віталій Дмитрович, село Зайцеве, Донецька область[77];
- 19 вересня 2022 року — солдат Горлачук Юрій Іванович, село Зайцеве, Донецька область[78];
- 19 вересня 2022 року — солдат Єфремов Микола Олексійович, село Зайцеве, Донецька область;
- 19 вересня 2022 року — старший сержант Калабанов Віталій Владиславович, село Зайцеве, Донецька область;
- 19 вересня 2022 року — молодший сержант Столбун Юрій Володимирович, село Зайцеве, Донецька область[79];
- 19 вересня 2022 року — молодший сержант Євенко Сергій Михайлович, село Зайцеве, Донецька область;
- 19 вересня 2022 року — старший сержант Захаров Василь Миколайович, село Зайцеве, Донецька область;
- 19 вересня 2022 року — штаб - сержант Гатілов Сергій Вікторович, село Зайцеве, Донецька область[80];
- 19 вересня 2022 року — солдат Качківський Максим Миколайович, село Зайцеве, Донецька область;
- 19 вересня 2022 року — солдат Канюк Владислав Васильович, село Зайцеве, Донецька область[81];
- 19 вересня 2022 року — сержант Проценко Микола Миколайович, село Зайцеве, Донецька область;
- 19 вересня 2022 року — солдат Адаменко Володимир Володимирович, село Зайцеве, Донецька область;
- 2 квітня 2023 року — сержант Зінченко Геннадій Анатолійович, поблизу села Діброва, Луганська область;
- 9 березня 2023 року — капітан Веклюк В'ячеслав Васильович, поблизу села Діброва, Луганська область;
- 19 березня 2023 року — молодший сержант Цись Сергій Миколайович, поблизу села Діброва, Луганська область;
- 20 березня 2023 року — старший солдат Костенко Олександр Андрійович, поблизу села Діброва, Луганська область.

## Нагородженні найвищими державними нагородами
- 8 квітня 2016 - старший лейтенант Ярешко Андрій Григорович - За особисту мужність, виявлену у захисті державного суверенітету та територіальної цілісності України, самовіддане виконання військового обов’язку - "Орденом Богдана Хмельницького ІІІ ступеня (посмертно)"[82];
- 8 квітня 2016 - старший солдат Мальцев Юрій Петрович - За особисту мужність, виявлену у захисті державного суверенітету та територіальної цілісності України, самовіддане виконання військового обов’язку - "Орденом За мужність ІІІ ступеня (посмертно)"[83];
- 8 квітня 2016 - солдат Перепелятник Олег Миколайович - За особисту мужність, виявлену у захисті державного суверенітету та територіальної цілісності України, самовіддане виконання військового обов’язку - "Орденом За мужність ІІІ ступеня (посмертно)"[83];
- 17 червня 2016 - старший солдат Мальцев Юрій Петрович - За особисту мужність, виявлену у захисті державного суверенітету та територіальної цілісності України, самовіддане виконання військового обов’язку - "Орденом За мужність ІІІ ступеня (посмертно)"[84];
- 14 листопада 2017 - старший солдат Нетеса Роман Валентинович - За особисту мужність, виявлену у захисті державного суверенітету та територіальної цілісності України, самовіддане виконання військового обов’язку - "Орденом За мужність ІІІ ступеня (посмертно)"[85]:
- 26 лютого 2018 - молодший сержант Войтер Сергій Віталійович - За особисту мужність, виявлену у захисті державного суверенітету та територіальної цілісності України, самовіддане виконання військового обов’язку - "Орденом За мужність ІІІ ступеня (посмертно)"[86];
- 26 лютого 2018 - старший лейтенант Тюменцев Олександр Володимирович - За особисту мужність, виявлену у захисті державного суверенітету та територіальної цілісності України, самовіддане виконання військового обов’язку - "Орденом За мужність ІІІ ступеня (посмертно)"[86];
- 26 лютого 2018 - сержант Сухінін Олександр Віталійович - За особисту мужність, виявлену у захисті державного суверенітету та територіальної цілісності України, самовіддане виконання військового обов’язку - "Орденом За мужність ІІІ ступеня (посмертно)"[86];
- 26 лютого 2018 - молодший сержант Кривенко Денис Вікторович - За особисту мужність, виявлену у захисті державного суверенітету та територіальної цілісності України, самовіддане виконання військового обов’язку - "Орденом За мужність ІІІ ступеня (посмертно)"[86];
- 26 лютого 2018 - солдат Шевченко Сергій Павлович - За особисту мужність, виявлену у захисті державного суверенітету та територіальної цілісності України, самовіддане виконання військового обов’язку - "Орденом За мужність ІІІ ступеня (посмертно)"[86];
- 23 серпня 2018 - молодший сержант Сисков Дмитро Вадимович - За особисту мужність, виявлену у захисті державного суверенітету та територіальної цілісності України, самовіддане виконання військового обов’язку - "Орденом За мужність ІІІ ступеня (посмертно)"[87];
- 5 грудня 2018 - старший солдат Карпун Владислав Миколайович - За особисту мужність, виявлену у захисті державного суверенітету та територіальної цілісності України, самовіддане виконання військового обов’язку - "Орденом За мужність ІІІ ступеня (посмертно)"[88];
- 3 травня 2019 - прапорщик Гришак Роман Геннадійович - За вагомий особистий внесок у зміцнення обороноздатності Української держави, мужність і самовіддані дії, виявлені у захисті державного суверенітету та територіальної цілісності України, зразкове виконання військового обов'язку та з нагоди Дня піхоти - "Орденом Богдана Хмельницького ІІІ ступеня[89];
- 2 березня 2022 - молодший сержант Несольоний Михайло Михайлович - За особисту мужність і героїзм, виявлені у захисті державного суверенітету та територіальної цілісності України, вірність військовій присязі — присвоєно звання «Герой України» з удостоєнням ордена «Золота Зірка» (посмертно)[90];
- 24 березня 2022 - молодший сержант Агапов Владислав Миколайович - За особисту мужність, виявлену у захисті державного суверенітету та територіальної цілісності України, самовіддане виконання військового обов’язку - "Орденом За мужність ІІІ ступеня[91];
- 24 березня 2022 - старший солдат Карімов Ренат Радікович - За особисту мужність, виявлену у захисті державного суверенітету та територіальної цілісності України, самовіддане виконання військового обов’язку - "Орденом За мужність ІІІ ступеня[91];
- 26 березня 2022 - штаб сержант Гришак Роман Геннадійович - За особисту мужність і героїзм, виявлені у захисті державного суверенітету та територіальної цілісності України, вірність військовій присязі — присвоєно звання «Герой України» з удостоєнням ордена «Золота Зірка»[92];
- 26 березня 2022 - старший лейтенант Кравченко Артур Андрійович - За особисту мужність і героїзм, виявлені у захисті державного суверенітету та територіальної цілісності України, вірність військовій присязі — присвоєно звання «Герой України» з удостоєнням ордена «Золота Зірка»[92];
- 26 березня 2022 - капітан Гураль Віталій Олегович - За особисту мужність і героїзм, виявлені у захисті державного суверенітету та територіальної цілісності України, вірність військовій присязі — присвоєно звання «Герой України» з удостоєнням ордена «Золота Зірка»[92];
- 5 квітня 2022 - старший сержант Короткий Анатолій Михайлович - За особисту мужність, виявлену у захисті державного суверенітету та територіальної цілісності України, самовіддане виконання військового обов’язку - "Орденом За мужність ІІІ ступеня (посмертно)"[93];
- 5 квітня 2022 - солдат Каганюк Петро Миколайович - За особисту мужність, виявлену у захисті державного суверенітету та територіальної цілісності України, самовіддане виконання військового обов’язку - "Орденом За мужність ІІІ ступеня (посмертно)"[93];
- 5 квітня 2022 - сержант Осипенко Володимир Олексійович - За особисту мужність, виявлену у захисті державного суверенітету та територіальної цілісності України, самовіддане виконання військового обов’язку - "Орденом За мужність ІІІ ступеня (посмертно)"[93];
- 16 квітня 2022 - старший лейтенант Дорошенко Сергій Олександрович - За особисту мужність і самовіддані дії, виявлені у захисті державного суверенітету та територіальної цілісності України, вірність військовій присязі - "Орденом Богдана Хмельницького ІІ ступеня[94];
- 16 квітня 2022 - майор Логуш Володимир Васильович - За особисту мужність і самовіддані дії, виявлені у захисті державного суверенітету та територіальної цілісності України, вірність військовій присязі - "Орденом Богдана Хмельницького ІІ ступеня[94];
- 16 квітня 2022 - капітан Крикунов Максим Михайлович - За особисту мужність і самовіддані дії, виявлені у захисті державного суверенітету та територіальної цілісності України, вірність військовій присязі - "Орденом Богдана Хмельницького ІІІ ступеня[94];
- 16 квітня 2022 - старший сержант Кича Артем Васильович - За особисту мужність і самовіддані дії, виявлені у захисті державного суверенітету та територіальної цілісності України, вірність військовій присязі  - "Орденом За мужність ІІІ ступеня[94];
- 16 квітня 2022 - старший лейтенант медичної служби Стрельцов Іван Анатолійович - За особисту мужність і самовіддані дії, виявлені у захисті державного суверенітету та територіальної цілісності України, вірність військовій присязі  - "Орденом За мужність ІІІ ступеня[94];
- 16 квітня 2022 - старший лейтенант Дерев'янко Віталій Зіновійович - За особисту мужність і самовіддані дії, виявлені у захисті державного суверенітету та територіальної цілісності України, вірність військовій присязі - "Орденом Богдана Хмельницького ІІІ ступеня[94];
- 23 травня 2022 - майстер сержант Подставка Євген Іванович - За особисту мужність, виявлену у захисті державного суверенітету та територіальної цілісності України, самовіддане виконання військового обов’язку - "Орденом За мужність ІІІ ступеня (посмертно)"[95];
- 23 травня 2022 - солдат Назаров Вадим Анатолійович - За особисту мужність, виявлену у захисті державного суверенітету та територіальної цілісності України, самовіддане виконання військового обов’язку - "Орденом За мужність ІІІ ступеня (посмертно)"[96];
- 17 серпня 2022 - старший солдат Вільчинський Павло Миколайович - За особисту мужність, виявлену у захисті державного суверенітету та територіальної цілісності України, самовіддане виконання військового обов’язку - "Орденом За мужність ІІІ ступеня (посмертно)"[97];
- 17 серпня 2022 - старший солдат Рачко Микола Сергійович - За особисту мужність, виявлену у захисті державного суверенітету та територіальної цілісності України, самовіддане виконання військового обов’язку - "Орденом За мужність ІІІ ступеня (посмертно)[98];
- 19 червня 2023 - солдат Сердюк Олександр Олександрович - За особисту мужність, виявлену у захисті державного суверенітету та територіальної цілісності України, самовіддане виконання військового обов’язку - "Орденом За мужність ІІІ ступеня (посмертно)"[99];
- 8 липня 2023 - солдат Бутусін Роман Олегович - За особисту мужність і героїзм, виявлені у захисті державного суверенітету та територіальної цілісності України, вірність військовій присязі — присвоєно звання «Герой України» з удостоєнням ордена «Золота Зірка» (посмертно)[100];
- 8 липня 2023 - солдат Бутусін Леонід Олегович За особисту мужність і героїзм, виявлені у захисті державного суверенітету та територіальної цілісності України, вірність військовій присязі — присвоєно звання «Герой України» з удостоєнням ордена «Золота Зірка» (посмертно)[100];
- 9 липня 2023 - солдат Шаповал Анатолій Михайлович - За особисту мужність, виявлену у захисті державного суверенітету та територіальної цілісності України, самовіддане виконання військового обов’язку - "Орденом За мужність ІІІ ступеня (посмертно)"[101];
- 25 липня 2023 - солдат Торшин Петро Валерійович - За особисту мужність, виявлену у захисті державного суверенітету та територіальної цілісності України, самовіддане виконання військового обов’язку - "Орденом За мужність ІІІ ступеня (посмертно)"[102];
- 17 серпня 2023 - лейтенант Тищенко Ігор Володимирович - За особисту мужність, виявлену у захисті державного суверенітету та територіальної цілісності України, самовіддане виконання військового обов’язку - "Орденом Богдана Хмельницького ІІІ ступеня (посмертно)"[103];
- 17 серпня 2023 - сержант Фролов Сергій Іванович - За особисту мужність, виявлену у захисті державного суверенітету та територіальної цілісності України, самовіддане виконання військового обов’язку - "Орденом За мужність ІІІ ступеня (посмертно)"[98];
- 17 серпня 2023 - капітан Копил Віктор Миколайович - За особисту мужність, виявлену у захисті державного суверенітету та територіальної цілісності України, самовіддане виконання військового обов’язку - "Орденом Богдана Хмельницького ІІІ ступеня (посмертно)"[103];
- 18 січня 2024 - сержант Приходько Максим Анатолійович - За особисту мужність, виявлену у захисті державного суверенітету та територіальної цілісності України, самовіддане виконання військового обов’язку - "Орденом За мужність ІІІ ступеня (посмертно)"[104];
- 18 січня 2024 - старший лейтенант Малюченко Олексія Валер'яновича - За особисту мужність, виявлену у захисті державного суверенітету та територіальної цілісності України, самовіддане виконання військового обов’язку - "Орденом За мужність ІІІ ступеня (посмертно)"[105];
- 18 січня 2024 - солдата Якимова Владислава Вадимовича - За особисту мужність, виявлену у захисті державного суверенітету та територіальної цілісності України, самовіддане виконання військового обов’язку - "Орденом За мужність ІІІ ступеня (посмертно)"[105];
- 18 січня 2024 - солдата Хоменка Степана Вікторовича - За особисту мужність, виявлену у захисті державного суверенітету та територіальної цілісності України, самовіддане виконання військового обов’язку - "Орденом За мужність ІІІ ступеня (посмертно)"[105];
- 18 січня 2024 - старший солдат Кащук Іван Іванович - За особисту мужність, виявлену у захисті державного суверенітету та територіальної цілісності України, самовіддане виконання військового обов’язку - "Орденом За мужність ІІІ ступеня (посмертно)"[105];
- 18 січня 2024 - старший сержант Животенко Андрій Анатолійович - За особисту мужність, виявлену у захисті державного суверенітету та територіальної цілісності України, самовіддане виконання військового обов’язку - "Орденом За мужність ІІІ ступеня (посмертно)"[105];
- 18 січня 2024 - солдат Дога Максим Миколайович - За особисту мужність, виявлену у захисті державного суверенітету та територіальної цілісності України, самовіддане виконання військового обов’язку - "Орденом За мужність ІІІ ступеня (посмертно)"[105];
- 18 січня 2024 - сержант Дем'яненко Роман Володимирович - За особисту мужність, виявлену у захисті державного суверенітету та територіальної цілісності України, самовіддане виконання військового обов’язку - "Орденом За мужність ІІІ ступеня (посмертно)"[105];
- 18 січня 2024 - старший сержант Бондарєв Олексій Олександрович - За особисту мужність, виявлену у захисті державного суверенітету та територіальної цілісності України, самовіддане виконання військового обов’язку - "Орденом За мужність ІІІ ступеня (посмертно)"[105];
- 18 січня 2024 - солдат Хоменко Костянтин Володимирович - За особисту мужність, виявлену у захисті державного суверенітету та територіальної цілісності України, самовіддане виконання військового обов’язку - "Орденом За мужність ІІІ ступеня (посмертно)"[105];
- 18 січня 2024 - солдат Бабенко Євген Анатолійович - За особисту мужність, виявлену у захисті державного суверенітету та територіальної цілісності України, самовіддане виконання військового обов’язку - "Орденом За мужність ІІІ ступеня (посмертно)"[105];
- 18 січня 2024 - штаб - сержант Коваленко Юрій Олександрович - За особисту мужність, виявлену у захисті державного суверенітету та територіальної цілісності України, самовіддане виконання військового обов’язку - "Орденом За мужність ІІІ ступеня (посмертно)"[105];
- 18 січня 2024 - солдат Супрун Сергій Євгенович - За особисту мужність, виявлену у захисті державного суверенітету та територіальної цілісності України, самовіддане виконання військового обов’язку - "Орденом За мужність ІІІ ступеня (посмертно)"[105];
- 18 січня 2024 - молодший сержант Стрельцов Анатолій Володимирович - За особисту мужність, виявлену у захисті державного суверенітету та територіальної цілісності України, самовіддане виконання військового обов’язку - "Орденом За мужність ІІІ ступеня (посмертно)"[105];
- 18 січня 2024 - солдат Польщіков Андрій Андрійович - За особисту мужність, виявлену у захисті державного суверенітету та територіальної цілісності України, самовіддане виконання військового обов’язку - "Орденом За мужність ІІІ ступеня (посмертно)"[105];
- 18 січня 2024 - солдат Коваль Сергій Анатолійович - За особисту мужність, виявлену у захисті державного суверенітету та територіальної цілісності України, самовіддане виконання військового обов’язку - "Орденом За мужність ІІІ ступеня (посмертно)"[105];
- 7 березня 2024 - солдат Дерев’янченко Владислав Олександрович - За особисту мужність, виявлену у захисті державного суверенітету та територіальної цілісності України, самовіддане виконання військового обов’язку - "Орденом За мужність ІІІ ступеня (посмертно)"[106];
- 6 травня 2024 - старший солдат Косовський Василь Сергійович - За особисту мужність і героїзм, виявлені у захисті державного суверенітету та територіальної цілісності України, вірність військовій присязі — присвоєно звання «Герой України» з удостоєнням ордена «Золота Зірка» (посмертно)[107];
- 21 червня 2024 - молодший сержант Корицький Олександр Васильович - За особисту мужність, виявлену у захисті державного суверенітету та територіальної цілісності України, самовіддане виконання військового обов’язку - "Орденом За мужність ІІІ ступеня (посмертно)"[108];
- 5 липня 2024 - старший лейтенант Забрамний Олексій Вікторович - За особисту мужність, виявлену у захисті державного суверенітету та територіальної цілісності України, самовіддане виконання військового обов’язку - "Орденом Богдана Хмельницького ІІІ ступеня (посмертно)"[109];
- 5 липня 2024 - лейтенант Одінцов Олександр Миколайович - За особисту мужність, виявлену у захисті державного суверенітету та територіальної цілісності України, самовіддане виконання військового обов’язку - "Орденом Богдана Хмельницького ІІІ ступеня (посмертно)"[109];
- 5 липня 2024 - старший сержант Ступаченко Олександр Олександрович - За особисту мужність, виявлену у захисті державного суверенітету та територіальної цілісності України, самовіддане виконання військового обов’язку - "Орденом Богдана Хмельницького ІІІ ступеня (посмертно)"[109];
- 5 липня 2024 - молодший сержант Огула Даніїл Юрійович - За особисту мужність, виявлену у захисті державного суверенітету та територіальної цілісності України, самовіддане виконання військового обов’язку - "Орденом За мужність ІІІ ступеня (посмертно)"[109];
- 5 липня 2024 - солдат Волошко Марк Іванович - За особисту мужність, виявлену у захисті державного суверенітету та територіальної цілісності України, самовіддане виконання військового обов’язку - "Орденом За мужність ІІІ ступеня (посмертно)"[109];
- 25 грудня 2024 - солдат Єременко Володимир Олексійович - За особисту мужність, виявлену у захисті державного суверенітету та територіальної цілісності України, самовіддане виконання військового обов’язку - "Орденом За мужність ІІІ ступеня (посмертно)"[110].